# 二ツ塚古墳
二ツ塚古墳（ふたつづかこふん）は、大阪府羽曳野市誉田6丁目にある4世紀後半の前方後円墳である。国の史跡に指定され、世界文化遺産に登録されている古市古墳群内の1基であり、誉田御廟山古墳（伝応神天皇陵）の東側に食い込むように隣接している。

## 立地
標高25メートルの山林および原野に立地しており、東側水田からの比高は0メートルとなっている。

## 形状規模・外表施設等
主軸方向はN19度Eであり、周濠をともなう。周濠をふくんだ総長は140メートル、墳丘長は110メートルの規模を有する。後円部は、径73メートル、高さ10.1メートル、頂径は12メートルである。前方部は幅60メートル、長さ50メートル、高さ8.6メートルであり、前方部と後円部の高差は1.5メートルとなっている。くびれ部の幅は46メートルで外表施設としては葺石が全面を覆っている。

## 時代
この古墳の30年ないし50年後に築造されたとみられる誉田御廟山古墳の内濠と内堤が、この古墳を避けるように大きく歪んでおり、また外濠も同古墳手前で途切れていることから、誉田御廟山古墳の被葬者（応神天皇か）にごく近い人物が埋葬されたと考えられている。